# Coupe Dewar 1901
Navigation
Coupe Dewar 1900 Coupe Dewar 1902
La Coupe Dewar 1901 est la 3e édition de la Coupe Dewar.
Elle oppose six clubs exclusivement parisiens en matchs à élimination directe. Le Standard AC remporte la finale face au RC France et gagne ainsi son deuxième titre dans la compétition.

## Compétition

### Premier tour
Le premier tour a lieu le 17 mars 1901. Le RC France bat le Gallia Club par 5-0.
| Premier tour | Gallia Club | 0 – 5   | RC France |           |           |
| 17 mars 1901 | | (0 – 2) |           | Vincennes | Vincennes |
| 17 mars 1901 | Gardien : Trégouet ; arrières : Rombeau, R. Nicolet ; demis : Personne, Carassa, Cristini (cap.), Bayron ; avants : Jevain, Jouve, Parentaud, Richer, Triolet. | Équipes |           | Vincennes | Vincennes |

| Premier tour | Société athlétique de Montrouge | 1 – 4 | United Sports Club |           |           |
| 17 mars 1901 |                                 | (–)   |                    | Montrouge | Montrouge |

### Demi-finales
Les demi-finales ont lieu le 24 mars 1901. Le RC France bat le Club français par 3-2, tandis que le Standard Athletic Club se défait de l'United Sports Club par 4-0,.
| Demi-finale  | RC France           | 3 – 2   | Club français     |                                                               |                                                               |
| 24 mars 1901 | Tunmer 88e · Zeiger | (2 – 1) | Peltier · Fraysse | Levallois Spectateurs : "Peu de monde" Arbitrage : M. Lancett | Levallois Spectateurs : "Peu de monde" Arbitrage : M. Lancett |

| Demi-finale  | Standard AC | 4 – 0 | United SC |  |  |
| 24 mars 1901 |             | (–)   |           |  |  |

### Finale
La finale a lieu le 31 mars 1901 à 14 h 30 sur la place Collange à Levallois-Perret, entre le Standard AC et le RC France. Le Standard sort vainqueur par 3-0 sous la pluie et la grêle,,,. À cause de ce match et d'un calendrier surchargé, le Standard doit envoyer le même jour son équipe seconde disputer la dernière journée du championnat de Paris, que le club était toutefois assuré de remporter depuis deux journées. Le Standard réalise une saison pleine, remportant le championnat de France de l'USFSA deux semaines plus tard face au Havre AC.
| Finale               | Standard AC                                                                                  | 3 – 0   | RC France                                                                                           |                                                                                       |                                                                                       |
| 31 mars 1901 14 h 30 | F. Smith · Wooley · Theobald                                                                 | (–)     | | Place Collange, Levallois-Perret Spectateurs : « peu de monde » Arbitrage : M. French | Place Collange, Levallois-Perret Spectateurs : « peu de monde » Arbitrage : M. French |
| 31 mars 1901 14 h 30 | Attrill – Ferris, Roberts – Bailey, Short, Mason – Hicks, F. Smith, Wooley, Jordan, Theobald | Équipes | T'Kint – Graham, Matthey – L. Cardwell, Goubeault, Cardwell – Hely, N. Tunmer, Gorse, Zeiger, Puget | Place Collange, Levallois-Perret Spectateurs : « peu de monde » Arbitrage : M. French | Place Collange, Levallois-Perret Spectateurs : « peu de monde » Arbitrage : M. French |